# Protoplasma
El Protoplasma és l'interior de les cèl·lules que no forma part dels orgànuls. És una solució aquosa que conté sals, proteïnes, sucres i serveix de mitjà de transport dels orgànuls i aquestes substàncies. El terme «protoplasme» va ser introduït per Jan Evangelista Purkyně el 1839.